# Los Cardos, Tlaltenango de Sánchez Román
Los Cardos är en ort i Mexiko.   Den ligger i kommunen Tlaltenango de Sánchez Román och delstaten Zacatecas, i den centrala delen av landet, 500 km nordväst om huvudstaden Mexico City. Los Cardos ligger 2 105 meter över havet och antalet invånare är 101.
Terrängen runt Los Cardos är kuperad. Runt Los Cardos är det glesbefolkat, med 12 invånare per kvadratkilometer. Närmaste större samhälle är Los Fresnos, 14,6 km sydväst om Los Cardos. I omgivningarna runt Los Cardos växer huvudsakligen savannskog.